# Hippolytos (Euripides)
Hippolytos (Grieks: Ἱππόλυτος) is een tragedie van de Griekse tragediedichter Euripides. Het werd opgevoerd in 428 v.Chr. en behaalde een eerste prijs in de Dionysia. De tragedie gaat over de mythe van Hippolytos.

## Inhoud

### Dramatis personae
- Aphrodite
- Hippolytos, zoon van Theseus
- Jagers, dienaars van Hippolytos (bijkoor)
- Oude dienaar
- Vrouwen uit Troizen, koor
- Voedster van Phaidra
- Phaidra, (tweede) vrouw van Theseus
- Theseus, koning van Athene
- Bode
- Artemis

### Synopsis

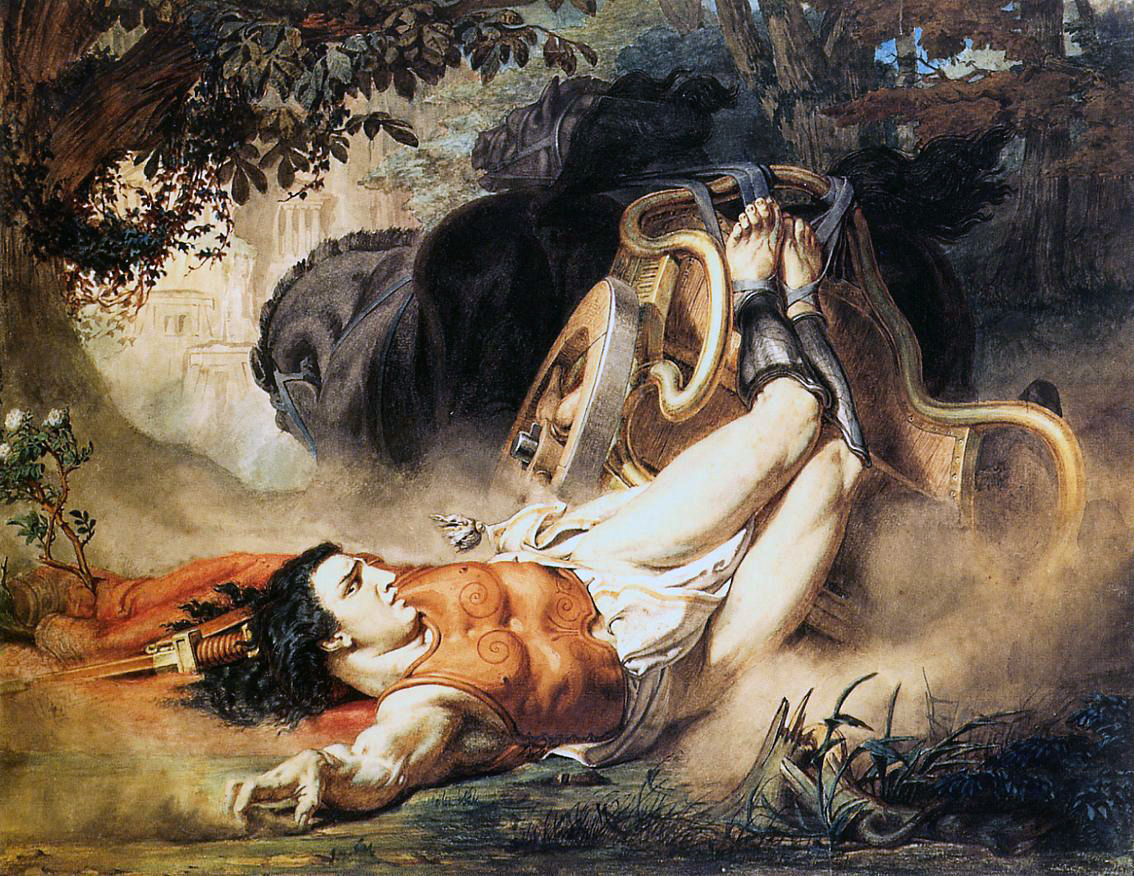
Het ongeval van Hippolytus, een schilderij van Lawrence Alma-Tadema

Het verhaal speelt zich af in Troizen. Hippolytos, de zoon van Theseus, is een grote aanbidder van Artemis, de godin van de jacht. Elke keer na de jacht offert hij aan haar en hij heeft dan ook helemaal geen oog voor Aphrodite, de godin van de liefde.
Al snel wordt Aphrodite daarom jaloers, en ze besluit wraak te nemen op Hippolytos. Ze maakt zijn stiefmoeder, Phaidra, verliefd op hem. Phaidra besluit haar eer niet te schenden en niemand te vertellen over haar verliefdheid. De voedster komt hier uiteindelijk achter en zegt toe voor een goede oplossing te zorgen.
De voedster vertelt aan Hippolytos wat er aan de hand is, nadat hij in een eed heeft gezworen dit geheim te houden. Hippolytos reageert furieus. Phaidra bemerkt dat het geheim nu openbaar is geworden en besluit zelfmoord te plegen. Zij laat uit wraak echter een schrijfplankje achter, waarop staat dat Hippolytos geprobeerd heeft haar te verleiden.
Theseus, die in de afgelopen dagen naar een orakel was, keert gunstig gezind thuis en treft zijn vrouw dood aan. Na het lezen van de door Phaidra achtergelaten brief, vervloekt Theseus zijn zoon met een van drie vloeken die hij van zijn vader Poseidon heeft gekregen. Hippolytos komt binnen en ontkent alle schuld. Na een debat, waarin Hippolytos zich door zijn eed noodgedwongen niet goed kan verdedigen, verbant Theseus zijn zoon, omdat hij niet zeker weet of de vloek uit zal komen.
Een bode komt binnen en verhaalt over een gruwelijk ongeval waarin Hippolytos verzeild is geraakt. Toen hij met zijn zesspan langs de kust reed, kwam er plotseling een door Poseidon gestuurde stier uit het water, die de paarden op hol deed slaan. Hippolytos raakte verstrikt in de teugels en is nu op sterven na dood. Hoewel de bode Theseus van Hippolytos' onschuld probeert te overtuigen, is Theseus erg tevreden.
Dan verschijnt Artemis aan Theseus (dea ex machina). Zij legt de situatie uit. Hoewel zij de beslissing van Theseus afkeurt, legt zij de uiteindelijke schuld bij Aphrodite. Dan wordt Hippolytos naar binnen gedragen. Artemis zweert de sterveling die Aphrodite het beste ligt te doden. Hippolytos en zijn vader maken het goed en Hippolytos sterft.

## Twee versies
Het gebeurde in de Griekse oudheid zelden dat een schrijver twee keer over eenzelfde onderwerp schreef. Dat deed Euripides wel met deze tragedie. Enkele jaren voor hij deze versie uitbracht had hij al een eerdere versie van Hippolytos uitgebracht. Die werd zeer slecht ontvangen door het Griekse publiek en behaalde dan ook geen prijs bij de Dionysia.
Het verschil tussen de eerste en de tweede zit in de persoonlijkheden. In de eerste versie werd de hele goddelijke inbreng teruggebracht, was Phaidra een slechte vrouw die niet tegen haar verlangens kon en was de nationale held Theseus een naïef mannetje. In de tweede versie zette Euripides dit recht.

## Nederlandse vertalingen
- 1671 – Hippolutos den Kroondrager – Jacob Vinck
- 1940 – Het treurspel Hippolutos – K.H. de Raaf
- 1948 – Hippolutos – Emiel De Waele
- 1989 – Hippolutos – Georges Adé
- 1997 – Hippolutos – Agaath Witteman
- 2001 – Hippolytos – Gerard Koolschijn
- 2002 – Hippolytus – Willy Courteaux en Bart Claes
- 2006 – Gekrenkte trots. Hippolytos, een tragedie van Euripides – Hein van Dolen
- 2011 – Hippolytos – Theo van de Vliet

## Uitgave
- Euripides, Children of Heracles, Hippolytus, Andromache, Hecuba. Vert. D. Kovacs (The Loeb Classical Library), II, Cambridge Mass. – Londen, 1995